# Gran Premio motociclistico d'Italia 2021
Il Gran Premio motociclistico d'Italia 2021 è stato la sesta prova su diciotto del motomondiale 2021, disputato il 30 maggio sull'autodromo del Mugello. Le vittorie nelle tre classi sono andate rispettivamente a Fabio Quartararo in MotoGP, Remy Gardner in Moto2 e Dennis Foggia in Moto3.
Il fine settimana è stato funestato dalla morte del pilota svizzero Jason Dupasquier, deceduto per le conseguenze di un trauma cranico a seguito di un incidente nelle fasi finali della qualifica della Moto3. Prima della morte di Dupasquier, l'ultimo incidente mortale nel motomondiale si era verificato durante le prove libere del Gran Premio di Catalogna 2016, in cui a perdere la vita fu il pilota spagnolo della Moto2, Luis Salom.

## MotoGP
Michele Pirro sostituisce Jorge Martín, ancora assente per via dell'infortunio occorsogli nelle prove libere del Gran Premio del Portogallo. Prima della partenza è stato osservato un minuto di silenzio in memoria di Jason Dupasquier, pilota della classe Moto3 deceduto prima della gara a causa di un incidente durante le qualifiche del giorno precedente.

### Arrivati al traguardo
| Pos. | Nº | Pilota            | Squadra                     | Motocicletta       | Giri | Tempo     | Griglia | Punti |
| ---- | -- | ----------------- | --------------------------- | ------------------ | ---- | --------- | ------- | ----- |
| 1º   | 20 | Fabio Quartararo  | Monster Energy Yamaha       | Yamaha YZR-M1      | 23   | 41'16.344 | 1º      | 25    |
| 2º   | 88 | Miguel Oliveira   | Red Bull KTM Factory Racing | KTM RC16           | 23   | +2.592    | 7º      | 20    |
| 3º   | 36 | Joan Mir          | Suzuki Ecstar               | Suzuki GSX-RR      | 23   | +3.000    | 9º      | 16    |
| 4º   | 5  | Johann Zarco      | Pramac Racing               | Ducati Desmosedici | 23   | +3.535    | 3º      | 13    |
| 5º   | 33 | Brad Binder       | Red Bull KTM Factory Racing | KTM RC16           | 23   | +4.903    | 6º      | 11    |
| 6º   | 43 | Jack Miller       | Ducati Lenovo               | Ducati Desmosedici | 23   | +6.233    | 5º      | 10    |
| 7º   | 41 | Aleix Espargaró   | Aprilia Racing Team Gresini | Aprilia RS-GP      | 23   | +8.030    | 4º      | 9     |
| 8º   | 12 | Maverick Viñales  | Monster Energy Yamaha       | Yamaha YZR-M1      | 23   | +17.239   | 13º     | 8     |
| 9º   | 9  | Danilo Petrucci   | Tech 3 KTM Factory Racing   | KTM RC16           | 23   | +23.296   | 18º     | 7     |
| 10º  | 46 | Valentino Rossi   | Petronas Yamaha SRT         | Yamaha YZR-M1      | 23   | +25.146   | 19º     | 6     |
| 11º  | 27 | Iker Lecuona      | Tech 3 KTM Factory Racing   | KTM RC16           | 23   | +25.152   | 20º     | 5     |
| 12º  | 44 | Pol Espargaró     | Repsol Honda                | Honda RC213V       | 23   | +26.059   | 12º     | 4     |
| 13º  | 51 | Michele Pirro     | Pramac Racing               | Ducati Desmosedici | 23   | +26.182   | 16º     | 3     |
| 14º  | 73 | Álex Márquez      | LCR Honda Castrol           | Honda RC213V       | 23   | +29.400   | 22º     | 2     |
| 15º  | 32 | Lorenzo Savadori  | Aprilia Racing Team Gresini | Aprilia RS-GP      | 23   | +32.378   | 21º     | 1     |
| 16º  | 21 | Franco Morbidelli | Petronas Yamaha SRT         | Yamaha YZR-M1      | 23   | +37.906   | 10º     |       |
| 17º  | 10 | Luca Marini       | SKY VR46 Esponsorama        | Ducati Desmosedici | 23   | +50.306   | 17º     |       |

### Ritirati
| Nº | Pilota            | Squadra            | Motocicletta       | Giri | Griglia |
| -- | ----------------- | ------------------ | ------------------ | ---- | ------- |
| 30 | Takaaki Nakagami  | LCR Honda Idemitsu | Honda RC213V       | 19   | 15º     |
| 42 | Álex Rins         | Suzuki Ecstar      | Suzuki GSX-RR      | 17   | 8º      |
| 93 | Marc Márquez      | Repsol Honda       | Honda RC213V       | 1    | 11º     |
| 63 | Francesco Bagnaia | Ducati Lenovo      | Ducati Desmosedici | 1    | 2º      |
| 23 | Enea Bastianini   | Esponsorama Racing | Ducati Desmosedici | 0    | 14º     |

## Moto2
Fermín Aldeguer sostituisce Yari Montella alla guida della Boscoscuro del team Speed Up, ancora assente dopo l'infortunio occorsogli nel precedente Gran Premio. Nicolò Bulega non prende parte alla gara a causa di una caduta durante il warm up, mentre Thomas Lüthi decide di non partire per dare supporto alla famiglia del connazionale Dupasquier.

### Arrivati al traguardo
| Pos. | Nº | Pilota           | Squadra                  | Motocicletta | Giri | Tempo     | Griglia | Punti |
| ---- | -- | ---------------- | ------------------------ | ------------ | ---- | --------- | ------- | ----- |
| 1º   | 87 | Remy Gardner     | Red Bull KTM Ajo         | Kalex        | 21   | 39'17.667 | 4º      | 25    |
| 2º   | 25 | Raúl Fernández   | Red Bull KTM Ajo         | Kalex        | 21   | +0.014    | 1º      | 20    |
| 3º   | 72 | Marco Bezzecchi  | SKY Racing Team VR46     | Kalex        | 21   | +8.021    | 7º      | 16    |
| 4º   | 16 | Joe Roberts      | Italtrans Racing         | Kalex        | 21   | +8.004    | 10º     | 13    |
| 5º   | 23 | Marcel Schrötter | Liqui Moly Intact GP     | Kalex        | 21   | +12.343   | 9º      | 11    |
| 6º   | 79 | Ai Ogura         | Idemitsu Honda Team Asia | Kalex        | 21   | +23.170   | 12º     | 10    |
| 7º   | 14 | Tony Arbolino    | Liqui Moly Intact GP     | Kalex        | 21   | +23.764   | 6º      | 9     |
| 8º   | 6  | Cameron Beaubier | American Racing          | Kalex        | 21   | +34.825   | 25º     | 8     |
| 9º   | 55 | Hafizh Syahrin   | NTS RW Racing GP         | NTS          | 21   | +34.849   | 20º     | 7     |
| 10º  | 62 | Stefano Manzi    | Flexbox HP40             | Kalex        | 21   | +34.965   | 23º     | 6     |
| 11º  | 44 | Arón Canet       | Kipin Energy Aspar       | Boscoscuro   | 21   | +35.250   | 17º     | 5     |
| 12º  | 54 | Fermín Aldeguer  | MB Conveyors Speed Up    | Boscoscuro   | 21   | +35.300   | 15º     | 4     |
| 13º  | 40 | Héctor Garzó     | Flexbox HP40             | Kalex        | 21   | +35.450   | 19º     | 3     |
| 14º  | 96 | Jake Dixon       | Petronas Sprinta Racing  | Kalex        | 21   | +36.161   | 22º     | 2     |
| 15º  | 64 | Bo Bendsneyder   | Pertamina Mandalika SAG  | Kalex        | 21   | +40.700   | 16º     | 1     |
| 16º  | 13 | Celestino Vietti | SKY Racing Team VR46     | Kalex        | 21   | +46.263   | 26º     |       |
| 17º  | 70 | Barry Baltus     | NTS RW Racing GP         | NTS          | 21   | +46.403   | 27º     |       |
| 18º  | 35 | Somkiat Chantra  | Idemitsu Honda Team Asia | Kalex        | 21   | +48.566   | 18º     |       |
| 19º  | 10 | Tommaso Marcon   | MV Agusta Forward Racing | MV Agusta F2 | 21   | +1'16.213 | 29º     |       |

### Ritirati
| Nº | Pilota                | Squadra                  | Motocicletta | Giri | Griglia |
| -- | --------------------- | ------------------------ | ------------ | ---- | ------- |
| 42 | Marcos Ramírez        | American Racing          | Kalex        | 18   | 14º     |
| 22 | Sam Lowes             | Elf Marc VDS Racing      | Kalex        | 15   | 2º      |
| 21 | Fabio Di Giannantonio | Federal Oil Gresini      | Kalex        | 11   | 5º      |
| 24 | Simone Corsi          | MV Agusta Forward Racing | MV Agusta F2 | 11   | 24º     |
| 75 | Albert Arenas         | Kipin Energy Aspar       | Boscoscuro   | 6    | 28º     |
| 97 | Xavi Vierge           | Petronas Sprinta Racing  | Kalex        | 5    | 8º      |
| 9  | Jorge Navarro         | MB Conveyors Speed Up    | Boscoscuro   | 4    | 3º      |
| 7  | Lorenzo Baldassarri   | MV Agusta Forward Racing | MV Agusta F2 | 2    | 24º     |
| 37 | Augusto Fernández     | Elf Marc VDS Racing      | Kalex        | 0    | 13º     |
| 19 | Lorenzo Dalla Porta   | Italtrans Racing         | Kalex        | 0    | 11º     |

## Moto3
Il team PrüstelGP decide di non partecipare alla gara dopo l'incidente avvenuto al suo pilota Jason Dupasquier.

### Arrivati al traguardo
| Pos. | Nº | Pilota             | Squadra                     | Motocicletta  | Giri | Tempo     | Griglia | Punti |
| ---- | -- | ------------------ | --------------------------- | ------------- | ---- | --------- | ------- | ----- |
| 1º   | 7  | Dennis Foggia      | Leopard Racing              | Honda NSF250R | 20   | 39'37.497 | 4º      | 25    |
| 2º   | 5  | Jaume Masiá        | Red Bull KTM Ajo            | KTM RC 250 GP | 20   | +0.036    | 5º      | 20    |
| 3º   | 2  | Gabriel Rodrigo    | Indonesian Racing Gresini   | Honda NSF250R | 20   | +0.145    | 3º      | 16    |
| 4º   | 71 | Ayumu Sasaki       | Red Bull KTM Tech 3         | KTM RC 250 GP | 20   | +0.240    | 10º     | 13    |
| 5º   | 40 | Darryn Binder      | Petronas Sprinta Racing     | Honda NSF250R | 20   | +0.499    | 15º     | 11    |
| 6º   | 55 | Romano Fenati      | Sterilgarda Max Racing Team | Husqvarna     | 20   | +0.711    | 7º      | 10    |
| 7º   | 17 | John McPhee        | Petronas Sprinta Racing     | Honda NSF250R | 20   | +0.918    | 9º      | 9     |
| 8º   | 37 | Pedro Acosta       | Red Bull KTM Ajo            | KTM RC 250 GP | 20   | +0.745    | 2º      | 8     |
| 9º   | 11 | Sergio García      | Valresa GasGas Aspar        | Gas Gas       | 20   | +0.861    | 14º     | 7     |
| 10º  | 24 | Tatsuki Suzuki     | SIC58 Squadra Corse         | Honda NSF250R | 20   | +0.963    | 1º      | 6     |
| 11º  | 12 | Filip Salač        | Rivacold Snipers            | Honda NSF250R | 20   | +1.080    | 17º     | 5     |
| 12º  | 27 | Kaito Toba         | CIP Green Power             | KTM RC 250 GP | 20   | +1.351    | 11º     | 4     |
| 13º  | 23 | Niccolò Antonelli  | Avintia Esponsorama         | KTM RC 250 GP | 20   | +1.429    | 8º      | 3     |
| 14º  | 82 | Stefano Nepa       | BOE Owlride                 | KTM RC 250 GP | 20   | +4.472    | 13º     | 2     |
| 15º  | 52 | Jeremy Alcoba      | Indonesian Racing Gresini   | Honda NSF250R | 20   | +12.491   | 17º     | 1     |
| 16º  | 43 | Xavier Artigas     | Leopard Racing              | Honda NSF250R | 20   | +23.493   | 19º     |       |
| 17º  | 28 | Izan Guevara       | Valresa GasGas Aspar        | Gas Gas       | 20   | +23.499   | 27º     |       |
| 18º  | 54 | Riccardo Rossi     | BOE Owlride                 | KTM RC 250 GP | 20   | +23.609   | 20º     |       |
| 19º  | 20 | Lorenzo Fellon     | SIC58 Squadra Corse         | Honda NSF250R | 20   | +23.774   | 23º     |       |
| 20º  | 22 | Elia Bartolini     | Bardahl VR46 Riders Academy | KTM RC 250 GP | 20   | +39.959   | 22º     |       |
| 21º  | 19 | Andi Farid Izdihar | Honda Team Asia             | Honda NSF250R | 20   | +40.023   | 21º     |       |
| 22º  | 32 | Takuma Matsuyama   | Honda Team Asia             | Honda NSF250R | 20   | +40.035   | 28º     |       |

### Ritirati
| Nº | Pilota            | Squadra                     | Motocicletta  | Giri | Griglia |
| -- | ----------------- | --------------------------- | ------------- | ---- | ------- |
| 53 | Deniz Öncü        | Red Bull KTM Tech 3         | KTM RC 250 GP | 0    | 12º     |
| 13 | Andrea Migno      | Rivacold Snipers            | Honda NSF250R | 0    | 16º     |
| 67 | Alberto Surra     | Bardahl VR46 Riders Academy | KTM RC 250 GP | 0    | 18º     |
| 31 | Adrián Fernández  | Sterilgarda Max Racing Team | Husqvarna     | 0    | 24º     |
| 99 | Carlos Tatay      | Avintia Esponsorama         | KTM RC 250 GP | 0    | 25º     |
| 73 | Maximilian Kofler | CIP Green Power             | KTM RC 250 GP | 0    | 26º     |